# While shepherds watched their flocks by night

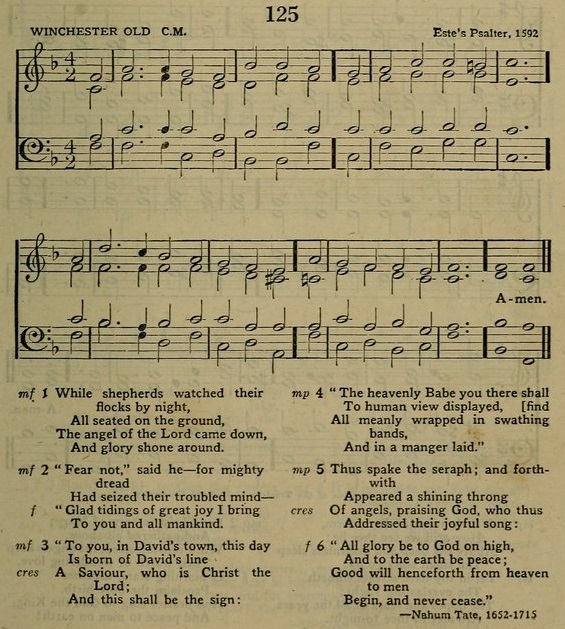
Notas musical

While shepherds watched their flocks (by night) («Mientras los pastores vigilaban su rebaño de noche») o simplemente While shepherds watched, conocido también como Whilst shepherds watched their flocks  (del primer verso de la versión original) o como The vision of the shepherds, («La visión de los pastores») es un villancico tradicional inglés basado en el Evangelio de Lucas 2:8-14, escrito por el poeta de origen irlandés Nahum Tate (1652-1715) quien lo publicó por primera vez entre 1703 y 1709. con el título original de Song of the Angels at the Nativity of Our Blessed Saviour en un suplemento de la «Nueva versión de los salmos de David» editado por el mismo Tate y por Nicholas Brady.
El poema ha estado acompañado de numerosas melodías: en Estados Unidos la música más popular es Christmas, una adaptación por David Weirman de un aria de Siroe, rey de Persia (1728) de Georg Friedrich Händel, arreglo de Lowell Mason en 1821. En Canadá y el Reino Unido la melodía estándar es Winchester Old, canción de 1592, arreglo de Henry Monk cerca de 1824.
Otras melodías que han acompañado al poema son Cranbrook, compuestan en 1805 por Thomas Clark, Martyrdom, de Hugh Wilson (1800) con arreglo de Ralph E. Hudson de 1885, y Schakelford, de Frederick Henry Cheeswright (1889). 

## Letra
| Texto inglés | Traducción |
| --- | --- |
| While shepherds watched Their flocks by night All seated on the ground The angel of the Lord came down And glory shone around.   | Mientras los pastores vigilaban sus rebaños en la noche sentados en el suelo bajó el Ángel del Señor resplandeciendo gloria.                                     |
| "Fear not," he said, For mighty dread Had seized their troubled minds "Glad tidings of great joy I bring To you and all mankind. | «No temáis», dijo, pues un fuerte temor se había apoderado de sus mentes atribuladas; «Os traigo buenas nuevas, de gran gozo, para vosotros y toda la humanidad» |
| "To you in David's Town this day Is born of David's line The Savior who is Christ the Lord And this shall be the sign;"          | «Os ha nacido hoy en la ciudad de David, de su linaje el Salvador, Cristo el Señor, y éstas serán las señales:»                                                  |
| "The heavenly Babe You there shall find To human view displayed And meanly wrapped In swathing bands And in a manger laid."      | Hallaréis al bebé celestial mostrado a la vista humana, y apenas envuelto en pañales y recostado en un pesebre.                                                  |
| Thus spake the seraph, And forthwith Appeared a shining throng Of angels praising God, who thus Addressed their joyful song      | Así habló el serafín y enseguida Apareció una brillante multitud de ángeles alabando a Dios, a quien dirigían su alegre canción.                                 |
| "All glory be to God on high And to the earth be peace; Goodwill henceforth From heaven to men Begin and never cease"            | «Gloria a Dios en las alturas y paz en la tierra De aquí en adelante la buena voluntad del cielo a los hombres comienza y nunca cesará.»                         |